# Itapema
Itapema là một đô thị thuộc bang Santa Catarina, Brasil. Đô thị này có diện tích 59,022 km², dân số năm 2007 là 33766 người, mật độ 572,1 người/km².